# Into the Unknown
Into the Unknown — второй студийный альбом Bad Religion, который был выпущен 30 ноября 1983 года. Альбом отходит от предыдущего релиза группы: вместо жанра хардкор-панк, альбом выполнен под сильным влиянием хард-рока. Into the Unknown — единственный альбом Bad Religion с Полом Дедона на басу и Дэви Голдманом на барабанах, так как Джей Бентли и Пит Файнстоун вернулись в группу в 1986 году и играли на бас-гитаре и барабанах,соответственно для последующих альбомов. Это первый из шести альбомов группы, на обложке которого не используется их фирменный шрифт, и единственный альбом, содержащий трек продолжительностью более пяти минут.
Into the Unknown оказался наиболее спорным альбомом группы: несмотря на благоприятные отзывы от музыкальных критиков, альбом был коммерческим провалом и характеризовался как «оплошность» гитаристом Бреттом Гуревичем. Этот альбом ни разу не переиздавался до выпуска в 2010 году бокс-сета 30 Years of Bad Religion, в составе которого находится этот альбом на виниловой пластинке.

## Запись
Гуревич прокомментировал запись альбома на официальном сайте Bad Religion, заявив, что альбом был записан скоро после выхода дебюта How Could Hell Be Any Worse?, потому что группа не воспринимала себя всерьез и не думала, что будет существовать так долго, несмотря на успех дебютного альбома и популярность на андерграундной музыкальной сцене. Гуревич заявил, что не особенно задумывался, когда был вовлечен в производство альбома. Барабанщик Пит Файнстоун и басист Джей Бентли покинули группу в результате изменения в музыкальном стиле. Bad Religion наняли продюсера Тома Уилсона сотрудничать с группой во время записи альбома.

## Музыкальный стиль и влияния
Гуревич и остальные участники группы были очень увлечены прогрессивным роком прежде чем попасть на сцену панк-рока, и хотели записать альбом, отражающий этот жанр и его влияния. Альбом характеризуется более медленными темпами и использованием электронного органа и фортепиано.

## Принятие альбома
Из-за успеха группы было произведено больше копий этого альбома, чем было у их дебюта. Гуревич шутил о том, что в итоге было разослано десять тысяч экземпляров и получено одиннадцать тысяч назад.
Обзор Роберта Кристгау на Into the Unknown был более положительным, чем на How Could Hell Be Any Worse?, который получил рейтинг B, в то время как Into the Unknown дан рейтинг A. Кристгау написал: «Я чувствую, что тронут его амбициями… и достижениями». Джон Дуган с Allmusic описал релиз как «немного отталкивающий на первый взгляд <...> но потрясающий альбом, который был слишком дерзким для кого-либо на момент его выпуска».

## Наследие
Into the Unknown — это самый противоречивый релиз Bad Religion. Группа распалась после выпуска альбома, но воссоединилась в 1985 году. Гуревич охарактеризовал альбом как «ужасный проступок». Хотя Into the Unknown никогда не был официально выпущен на CD, пиратские версии альбома все же существуют.
Грег Граффин вспоминает, что группа только однажды исполнила материал с этого альбома, когда он был выпущен: при живом исполнении альбома только 12 человек пришли на концерт, потому что поклонники узнали, что группа собирается принести клавишные на сцену. Низкое количество слушателей на этом концерте убедило группу, что им стоит не брать клавишные с собой в тур и вернуться к хардкор-панку. В октябре 2010 года группа сыграла «Billy Gnosis», впервые за 27 лет. В декабре того же года группа выпустила бокс-сет 30 Years of Bad Religion, который является переизданием всех 15 альбомов группы, в том числе Into the Unknown.
Только четыре песни были сыграны с этого альбома: «It’s Only Over When…», «Billy Gnosis», «The Dichotomy» и «…You Give Up».

## Список песен
| №  | Название                                                     | Автор(ы) | Длительность                     |
| -- | ------------------------------------------------------------ | -------- | -------------------------------- |
| 1. | «It's Only Over When…»                                       | Граффин  | 3:36                             |
| 2. | «Chasing the Wild Goose»                                     | Гуревич  | 2:50                             |
| 3. | «Billy Gnosis»                                               | Гуревич  | 3:31                             |
| 4. | «Time and Disregard - Part I - Part II - Part III - Part IV» | Граффин  | 7:03 - 1:19 - 1:48 - 1:58 - 1:57 |

| №  | Название            | Автор(ы) | Длительность |
| -- | ------------------- | -------- | ------------ |
| 5. | «The Dichotomy»     | Гуревич  | 4:52         |
| 6. | «Million Days»      | Граффин  | 3:47         |
| 7. | «Losing Generation» | Граффин  | 3:37         |
| 8. | «…You Give Up»      | Граффин  | 2:55         |

## Участники
- Грег Граффин — вокал, синтезатор, фортепиано, акустическая гитара, продакшн
- Бретт Гуревич — электрогитара, акустическая гитара, бэк-вокал, продакшн
- Пол Дедона — бас-гитара
- Дэви Голдман — барабаны
- Джим Мэнки — звукоинженер